# Jacob Tamarkin
Jacob Tamarkin (rus: Яков Давидович Тамаркин)  (Txerníhiv, 11 de juliol de 1888 - Bethesda, 18 de novembre de 1945) va ser un matemàtic rus, nacionalitzat nord-americà.

## Vida i Obra
Tamarkin va néixer en una família benestant (el pare era metge i la mare terratinent) que es va traslladar a Sant Petersburg on ell va fer els estudis secundaris coincidint amb Aleksandr Frídman amb qui el va unir una forta amistat fins a la mort prematura d'aquest. Ja en aquest temps i abans d'entrar a la universitat, van escriure el seu primer article conjuntament sobre els nombres de Bernoulli (1905). Smirnov també va coincidir a la mateixa escola, però era un any més gran.
El 1906 van ingressar tots dos a la universitat de Sant Petersburg. Tamarkin es va graduar el 1910 i va romandre a Sant Petersburg per estudiar pels exàmens de professor de matemàtiques, mentre donava algunes classes a escoles tècniques de la ciutat. La guerra va retardar la presentació de la seva tesi doctoral (1917), dirigida per Andrei Màrkov, i que no es va publicar fins al 1928.
El 1919 va ser enviat com a professor de matemàtiques a la universitat de Perm, en la qual va ser degà de la facultat de ciències, càrrec que va abandonar en marxar de viatge sense retornar. El 1922 va tornar a Sant Petersburg on va tornar a fer de professor de diverses escoles tècniques fins que el 1925 es va decidir a emigrar als Estats Units.
Els dos primers cursos a USA va ser professor al Dartmouth College i a partir de 1927 ho va ser de la universitat de Brown. El 1934 va morir sobtadament la seva esposa i ja no es va recuperar d'aquesta pèrdua. La seva producció científica va disminuir de forma notable i anar a les classes li representava un esforç insuperable. Va començar a tenir febles atacs de cor que van anar creixent, fins que el 1945 va morir d'un d'ells mentre estava a Washington DC.
Tamarkin va publicar una setantena d'articles científics i cinc llibres de text. El seu àmbit de treball van ser les matemàtiques aplicades i tres dels seus llibres son matemàtiques per enginyers.